# Магон Великий
Магон Великий (фінік. 𐤌𐤂‬𐤍‬) — карфагенський полководець і державний діяч VI століття до н. е.
За деякими відомостями був одружений з донькою Ганнона I.
Призначений головнокомандувачем (рабімаханатом) після повалення влади Малха. Провів військову реформу, що була спрямована на посилення дисципліни, але фактично узаконила використання загонів найманців, які слухалися лише того, хто їм платив. Завдяки цьому зосередив в своїх руках владу, що порівнювали з монархічною.
Вів активну зовнішню політику. Одружений другим шлюбом з сиракузинкою, намагався розширити присутність карфагенян на Сицилії. Уклав союз з етруським містом Цере, спрямований проти фокейців.
У битві при Алалії (535 до н. е.) альянти знищили майже весь флот супротивника. Фокейці змушені були визнати Сардинію карфагенським володінням і евакуювати з острова усіх грецьких колоністів.
Користуючись беззаперечним авторитетом серед співгромадян фактично передав владу у спадок своїм синам і онукам, сформувавши родинний клан або ж «династію» Магонідів.